# Georg Meyer
Georg Christian Wilhelm Meyer (født 21. februar 1841 i Detmold, død 28. februar 1900 i Heidelberg) var en tysk retslærd og politiker. 
Meyer blev Dr. jur. 1863 i Heidelberg, 1867 privatdocent i Marburg, 1873 ekstraordinær professor
sammesteds, 1875 ordentlig professor i Jena, 1889 i Heidelberg. Som politiker — medlem af Sachsen-Weimars landdag, af den tyske rigsdag (1881—90) og af Badens førstekammer — spillede Meyer en fremtrædende rolle som en af førerne for det nationalliberale parti.
Efter at have udgivet Das Recht der Expropriation (1868), udtalte Meyer i Staatsrechtliche Erörterungen über die deutsche Reichsverfassung (1872) som den første den opfattelse af det tyske riges suverænitet, der vistnok blev den almindelige, og bidrog både med dette værk og sin meget udbredte Lehrbuch des Deutschen Staatsrechts (1878, 7. oplag 1919 ved Gerhard Anschütz) og Lehrbuch des Deutschen Verwaltungsrechts (I 1883, II 1885, 4. oplag af første bind bearbejdet af Franz Dochow 1913) til at lægge grundvolden for moderne tysk statsretslære. 
Han skrev endvidere, foruden talrige afhandlinger, betænkninger og lignende, Grundzüge des norddeutschen Bundesrechts (1868), Das Studium des öffentlichen Rechts und der Staatswissenschaften in Deutschland (1875),  Das Statsrecht des Grossherzogthums Sachsen-Weimar-Eisenach (1884. I Marquardsens Handbuch des öffentlichen Rechts, III. bind, II. halvdel), Der Anteil der Reichsorgane an der Reichsgesetzgebung (1888) og Die staatsrechtliche Stellung der deutschen Schutzgebiete (1888). Meyers posthume arbejde Das parlamentarische Wahlrecht (1901) blev udgivet af Georg Jellinek.